# Trudgeon
Le trudgeon ou trudgen est une technique de nage pratiquée avant la mise au point du crawl, qui se caractérise par le retournement du corps d'un côté sur l'autre, et le dégagement alterné des bras au-dessus de l'eau, accompagné d’un faible mouvement des jambes ressemblant à des coups de pied alternés.
Il a été introduit en compétition dans les années 1870 par le Britannique John Trudgen (1852–1902) qui l'aurait observé chez les Amérindiens lors d'un voyage à Buenos Aires en 1863. Évolution de l’arm over stroke, le  trudgeon remet le corps du nageur dans une position ventrale pour permettre un retour alterné des deux bras hors de l'eau. 
Il donne ensuite naissance au double arm over stroke où les jambes font des ciseaux de brasse puis enfin au crawl après l'introduction des battements de jambes.